# Hadena camerunicola
Hadena camerunicola là một loài bướm đêm trong họ Noctuidae.